# Sztankay Aba
Dr. Sztankay Aba (Verespatak, 1868. – Debrecen, 1936. január 25.) gyógyszerész, vegyész, egyetemi magántanár.

## Életpályája
Apja, Sztankay Farkas (1834–1910) a Bécsi Egyetem gyógyszerész karán tanult, majd Verespatakon lett gyógyszerész. Sztankay Aba, a születését követően családjával Selmecbányára költözött, ahol az apja gyógyszertár-tulajdonos lett. A Selmecbányai Evangélikus Líceumban folytatta a tanulmányait. A negyedik líceumi év befejezése után édesapja mellett volt gyakornok. 1880-ban gyógyszerészi pályára lépett az édesatyjától öröklött hivatásszeretettel, követve atyja életpályáját. 

## Tanulmányai
1885-ben megszerezte az érettségi bizonyítványt. Felsőbb tanulmányait részben a selmeczbányai m. kir. bányászati és erdészeti főiskolán (Fémkohómérnöki szak, itt négy félévet végzett), részben a kolozsvári, budapesti és bécsi egyetemeken fejezte be. Beiratkozott a Bányászati és Erdészeti Főiskola Fémkohómérnöki Szakára, ahol négy félévet végzett. A főiskolát nem fejezte be. Az 1887/88-as tanévet már a kolozsvári Ferenc József Tudományegyetem Matematika és Természettudományi Karán folytatta. Ezt befejezve a Budapesti Tudományegyetem Orvostudományi Karán folytatta tanulmányait, ahol 1889-ben gyógyszerészi oklevelet szerzett. 1884-ben megjelent első publikációja az Aesculap gyógyszerészeti folyóiratban. 1889 októberétől egy éven át önkéntesként a Bécsi II. számú helyőrségi kórházban eleget tett katonakötelezettségének mint katonagyógyszerész. Szabadidejében a Bécsi Egyetemen hallgatott kémiai és természettudományi előadásokat. 1891-től Keszthelyen dolgozott mint tanársegéd, majd Selmecbányára került, ahol Schenek István professzor mellett tevékenykedett. Eközben Kolozsvárott bölcsészdoktori oklevelet szerzett. 1893-tól 1895-ig Selmecbányán apja gyógyszertárának volt tulajdonosa. Miután megnősült, a Hont megyei Bát gyógyszertárába került, mely apósa tulajdonában állt. 1913-ban Debrecenbe költözött. Egy évvel később a Szent Anna utcában megnyitotta saját, „Nádor" névre keresztelt gyógyszertárát. Több gyógyszerkészítményét szabadalmazták. működött.

## Munkássága
Irodalmi munkásságát több önálló szakkönyv és mintegy 200 magyarnyelvű, 25-30 német, francia és angolnyelvű értekezés jellemzi. De mint előadó, főleg a természettudósok és orvosok vándorgyűlésein s más szakegyletekben tartott előadásaival kitűnő nevet szerzett. Tudományos munkásságának gerincét azonban több olyan általa feltalált gyógyszer képviseli, melyek révén dr. Sztankay európai viszonylatban is számottevő nevet szerzett magának és elismerést a magyar névnek. Találmányainak legnevezetesebbje a béladstringensként ható és Hont vármegyéről elnevezett „Honthin", melyről több magyar és külföldi tudományos szaklapban jelent meg ismertetés és méltányló cikk. Jellemző, hogy a külföldi gyógyászatban nélkülözhetetlen „Honthin" nyugaton már rég elfogadott és használatban van, amikor is nálunk csak jóval később veszik fel dr. Bókay Árpád, dr. Hainiss Géza és dr. Decz Endre tanárok ajánlására. Munkásságának legújabb eredménye a Hajdú vármegyéről elnevezett gyógyszere, a „Hajdúin". Sztankaynak tudományos munkálkodása mellett volt ideje és alkalma közéleti szereplésre is. Igy báti gyógyszerész korában hitelszövetkezetet, önkéntes tűzoltóságot alapított és több honti ág. ev. egyház felügyelője, a „Magyarországi Gyógyszerész Egylet" debreczeni osztályának tiszteletbeli elnöke volt. 1928-ban gyógyszerészi műtan tárgykörből egyetemi magántanárrá habilitálták.
1934-től haláláig a Magyarországi Gyógyszerész Egyesület tanügyi Bizottságának tagja  volt. Közel 300 magyar és német nyelvű dolgozatában részletesen elemezte a forgalomba került új gyógyszereket. Újszerű megállapításaival sok vitát váltott ki.

## Család
Házastársa Zsilkay Sára (1877–1956) volt, akivel 1895-ben Bátaszéken kötött házasságot. Sírja a debreceni köztemetőben található. 

## Főbb művei
- Húgyvizsgálati kézikönyv. Selmecbánya, 1890.
- Vizsgálatok a széndioxid és a szénmonoxid redukciójához magnézium által. Bölcsészdoktori értekezés. Kolozsvár, 1892
- A diuretin theobromin tartalmának meghatározása a gyógyszerkönyv függelékében. Gy. Közlöny, 1896. 531.
- A Honthin új béladstringens. Gy. Közlöny, 1899. 740.
- A phenolphtalein és néhány új vegyületéről. Debrecen, 1914